# Apostolisches Vikariat San José del Amazonas
Das Apostolische Vikariat San José del Amazonas (lat.: Apostolicus Vicariatus Sancti Iosephi de Amazones) ist ein im Nordosten Perus gelegenes römisch-katholisches Apostolisches Vikariat mit Sitz in Iquitos.

## Geschichte
Papst Pius XII. beauftragte 1944 die französischsprachigen Franziskaner in Kanada (Franziskaner der Provinz Saint-Joseph, Québec), die wegen des Zweiten Weltkrieges ihre Mission in Japan hatten abbrechen müssen, mit der Mission im Tiefland im Nordosten Perus, entlang der Grenze zu Brasilien, Kolumbien und Ecuador. Am 13. Juli 1945 wurde aus Gebietsabtretungen des Apostolischen Vikariats San León del Amazonas, dem heutigen Apostolischen Vikariat Iquitos, die Apostolische Präfektur San José del Amazonas errichtet. Der Name der Franziskanerprovinz wurde dabei auf die Präfektur übertragen. Am 3. Juli 1955 wurde die Präfektur zum Apostolischen Vikariat erhoben.

## Apostolische Vikare von San José del Amazonas
- José Damase Laberge OFM, 4. Januar 1946 bis 25. Dezember 1968
- Lorenzo Rodolfo Guibord Lévesque OFM, 29. Mai 1969 bis 17. Januar 1998
- Alberto Campos Hernández OFM, 17. Januar 1998 bis 8. August 2011
  - Miguel Olaortúa Laspra OSA, 8. August 2011–1. November 2014 (Apostolischer Administrator)
- José Javier Travieso Martín CMF, seit 1. November 2014